# Secondo Magni
Secondo Magni (* 24. März 1912 in Massarella; † 17. August 1997 in Larciano) war ein italienischer Radrennfahrer.

## Sportliche Laufbahn
Magni war im Straßenradsport aktiv. 1931 und 1932 war er in der Coppa Pietro Linari erfolgreich. 
Von 1937 bis 1946 war er Unabhängiger und Berufsfahrer. Er siegte in den Eintagesrennen Giro del Veneto, Giro dell’Umbria, Coppa Città di Busto Arsizio und Trofeo Melinda 1938. Dazu kamen drei Etappensiege im Giro dei Tre Mari. 1939 gelang ihm als Domestik von Gino Bartali ein Etappensieg im Giro d’Italia.
Zweiter wurde er im Giro della Provincia Milano 1938. Dritte Plätze holte er im Rennen Tre Valli Varesine sowie Coppa dei Due Mari 1938.
Den Giro d’Italia bestritt Magni viermal. 1939 wurde er 12., 1940 26., 1932 und 1933 hatte er die Rundfahrt nicht beendet.

## Familiäres
Sein Bruder Vittorio Magni war ebenfalls Radrennfahrer.